# Колбараш
Колбараш, Вале Кальбариш — річка в Молдові й Україні у межах Болградського району Одеської області. Ліва притока річки Саки (басейн Чорного моря).

## Опис
Довжина річки 13 км, похил річки 7,1 м/км, площа басейну водозбору 32,1 км², найкоротша відстань між витоком і гирлом — 11,39 км, коефіцієнт звивистості річки — 1,14. Формується декількома струмками та загатами. На деяких ділянках річка пересихає.

## Розташування
Бере початок на південно-західній стороні від села Тараклія. Тече переважно на південний захід через села Новоукраїнку, Плачинду, Олексіївку і впадає в річку Саку, праву притоку річки Чаги.